# Brok (piwo)

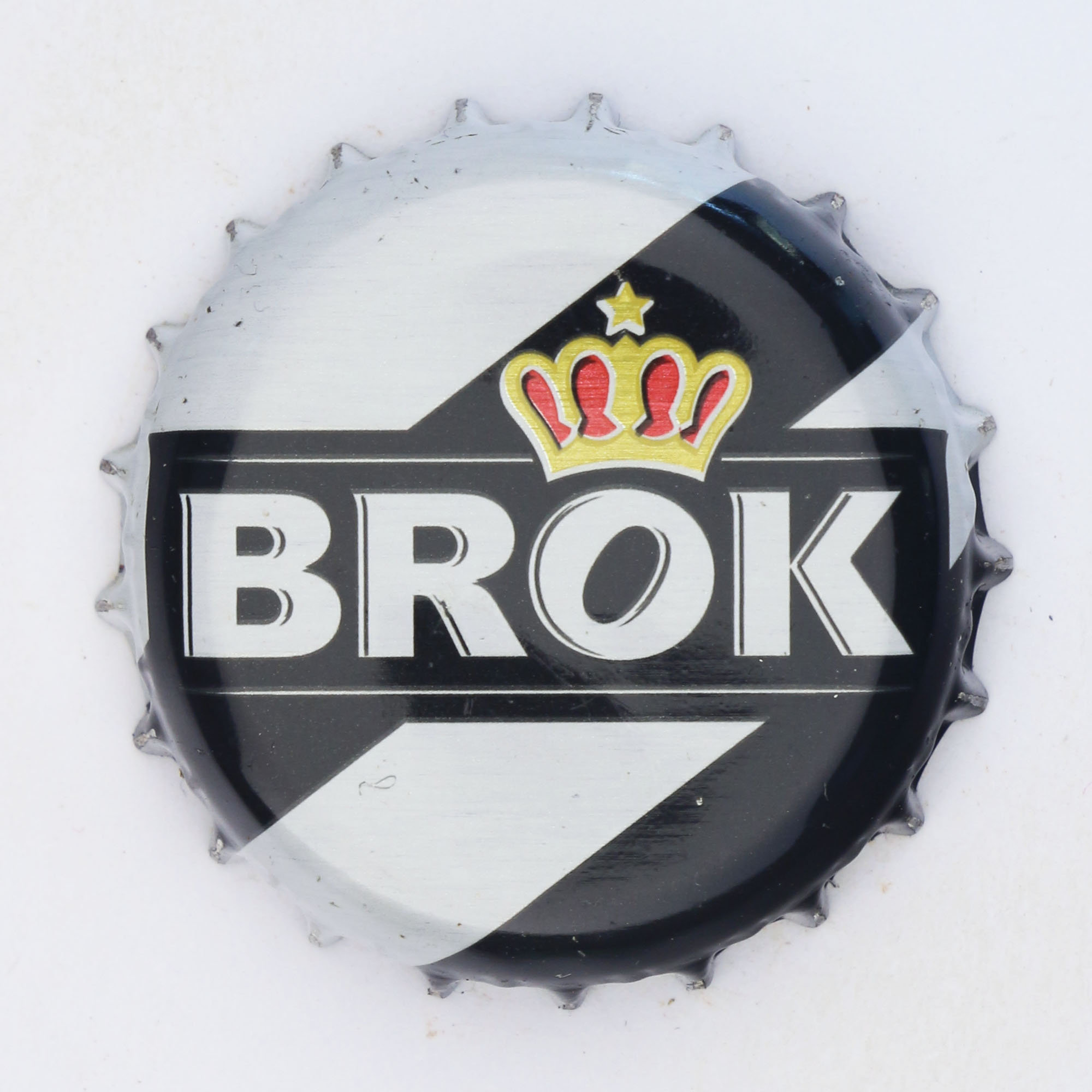
Kapsel Brok

Brok – marka piwa produkowana przez Browar BROK w Koszalinie, którego właścicielem był Browar Van Pur S.A. Piwo występowało w czterech odmianach: Brok Premium, Brok Sambor, Brok Export i Brok Martin.

## Odmiany
- Sambor: piwo jasne typu lager, o zawartości alkoholu 6%[1]. Marka pojawiła się w 1989. W 2005 zdobyła złoty medal podczas XXXV Ogólnopolskiego Konsumenckiego Konkursu Piw „Chmielaki Krasnostawskie” w kategorii piwo jasne pełne mocne o zawartości ekstraktu w brzeczce 12,1–13,0ºBlg[2].
- Export: piwo jasne typu lager, o zawartości alkoholu 6,2%[3]. W czerwcu 2008 otrzymało złoty medal Selection and Quality Awards w kategorii piwo jasne przyznany przez międzynarodową organizację Monde Selection z Belgii<ref name="bierndgarski">
- Martin: długo warzone piwo o zawartości alkoholu 7,0%